# Hasarius adansoni
Espèce
Synonymes
- Attus adansonii Audouin, 1826
- Attus tardigradus Audouin, 1826
- Attus forskaeli Walckenaer, 1837
- Attus capito Lucas, 1838
- Salticus oraniensis Lucas, 1846
- Salticus striatus Lucas, 1853
- Salticus ruficapillus Doleschall, 1859
- Salticus citus O. Pickard-Cambridge, 1863
- Attus nigrofuscus Vinson, 1863
- Eris niveipalpis Gerstäcker, 1873
- Salticus scabellatus Butler, 1876
- Plexippus ardelio Thorell, 1877
- Euophrys nigriceps Taczanowski, 1878
- Jotus albocircumdatus L. Koch, 1881
- Hasarius garetti Keyserling, 1881
- Ergane signata Keyserling, 1890
- Cyrba picturata Karsch, in Lendl, 1898
- Cyrene fusca F. O. Pickard-Cambridge, 1901
- Sidusa borealis Banks, 1904
- Evarcha longipalpis Bösenberg & Strand, 1906
- Tachyskarthmos annamensis Hogg, 1922
- Jacobia brauni Schmidt, 1956
- Vitia albipalpis Marples, 1957
- Habrocestum chikhaldarensis Rao, Bodkhe & Kanaujia, 2025

Statut de conservation UICN

 LC  : Préoccupation mineure
Hasarius adansoni est une espèce d'araignées aranéomorphes de la famille des Salticidae. Elle est courante dans la plupart des pays chauds.
En français, elle est nommée Saltique d'Adanson ou Araignée sauteuse d'Adanson.

## Distribution
Cette espèce est cosmopolite par introduction. Elle est d'origine africaine.
Hasarius adansoni a été introduite en Australie, dans des îles du Pacifique, au Japon, à Taïwan, en Chine, on le trouve dans les provinces du Gansu, du Guangxi, du Guangdong et du Yunnan, au Laos, au Viêt Nam et en Inde. Elle a aussi été introduite dans les serres et lieux semblables du monde entier, par exemple dans plusieurs zoos allemands. 

## Description
Les mâles mesurent de 4,0 à 7,6 mm et les femelles de 7 à 9,5 mm.

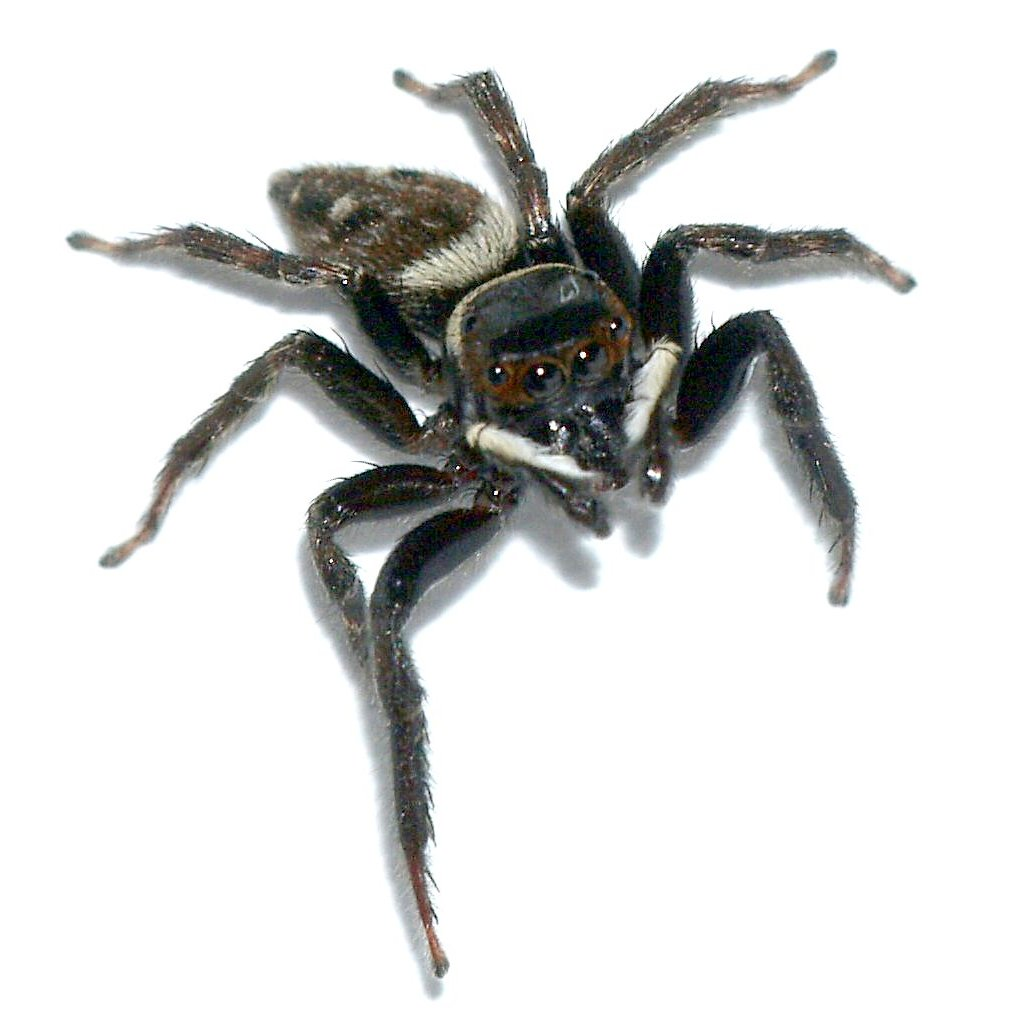
Hasarius adansoni ♂

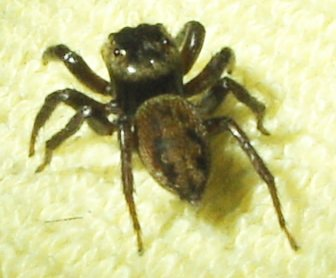
Hasarius adansoni ♀

Le mâle, surtout noir, présente un « masque » rouge et des pédipalpes qui sont en partie blancs et lui font ainsi une longue « moustache » blanche caractéristique. Il affiche deux croissants blancs opposés, l'un à l'arrière du céphalothorax et l'autre à l'avant de l'opisthosome. Il y a deux petits points blancs sur la partie arrière du dos et il y en deux autres plus petits vers l'extrémité. Ces zones blanches, et notamment celles des pédipalpes, sont iridescentes comme la nacre.
La femelle est brun foncé, mais son opisthosome est plus clair et quelque peu roux. Elle présente, dans l'axe de l'opisthosome, une bande plus claire qui s'élargit dans la partie postérieure avant de revenir à sa largeur initiale.

## Vision

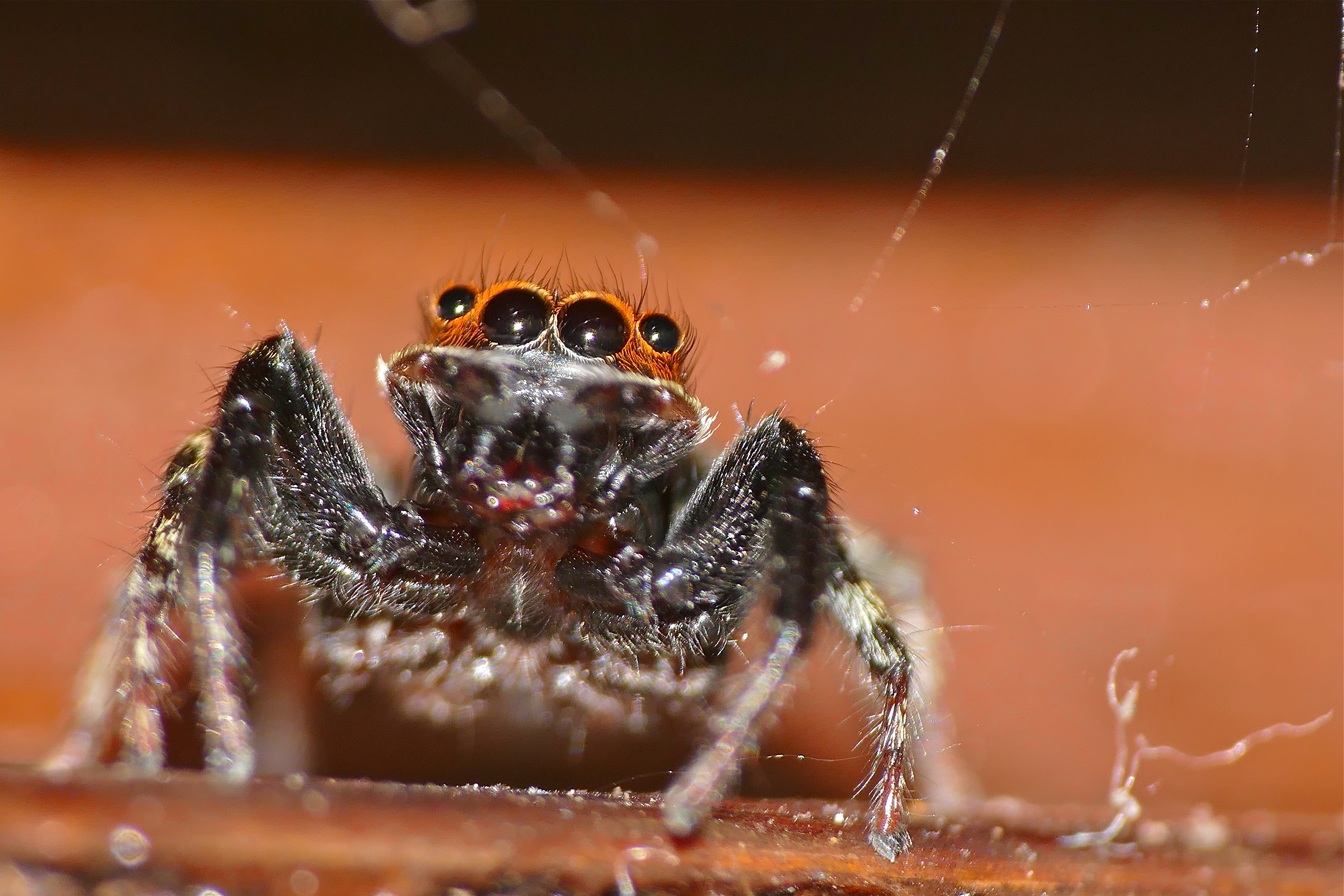
Détail des yeux

Comme toutes les araignées sauteuses, Hasarius adansoni possède huit yeux, dont deux gros, qui lui assurent la meilleure vision. La rétine des deux gros yeux de l'araignée, qui est daltonienne, comprend quatre couches distinctes de cellules photosensibles. Les deux couches inférieures sont plus sensibles à la lumière verte que les deux autres et réagissent faiblement à la lumière rouge, mais l'image perçue, nette sur la première couche, est floue sur la seconde et y est plus floue sous une lumière verte que sous une lumière rouge. Les travaux d'une équipe de chercheurs nippons ont abouti à la conclusion que l'araignée se fondait sur la différence de netteté de l'image sur ces couches pour déterminer la distance d'une proie (la lumière rouge, assurant une image plus nette, ferait paraître la proie plus près qu'elle ne l'est en réalité).

## Éthologie

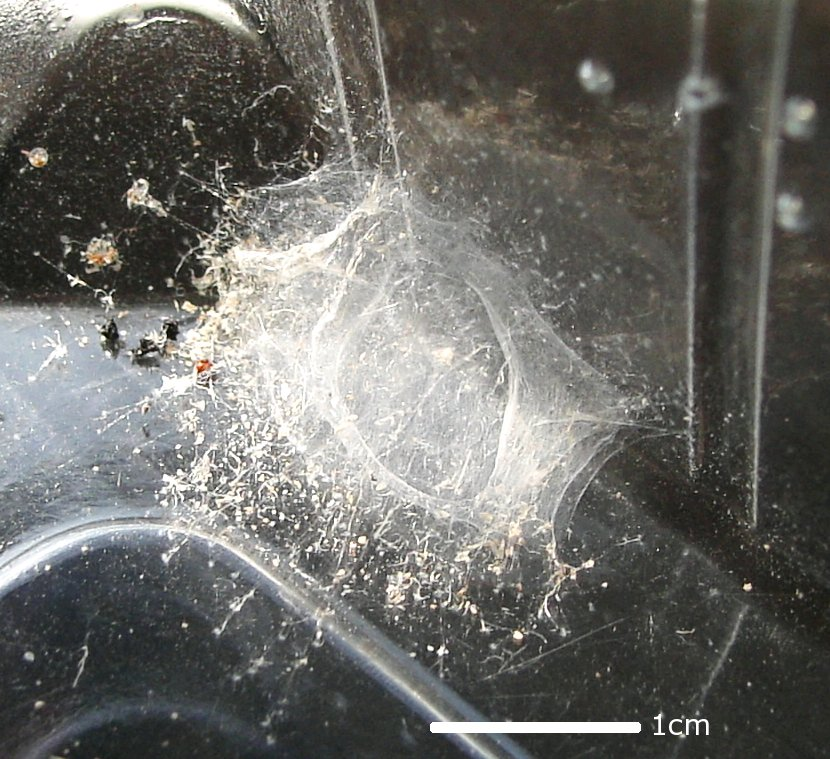
Retraite dHasarius adansoni ♂

Ces araignées bâtissent la nuit une retraite soyeuse qui mesure environ le double de leur longueur. Bien qu'elles réutilisent parfois la même retraite, elles en construisent d'autres dans les environs.
Une équipe de chercheurs chinois a découvert que le fil de soie fixé au point de départ d'un saut de Hasarius adansoni servait non seulement de filin de sécurité, mais aussi de moyen de stabiliser l'animal en plein saut,.

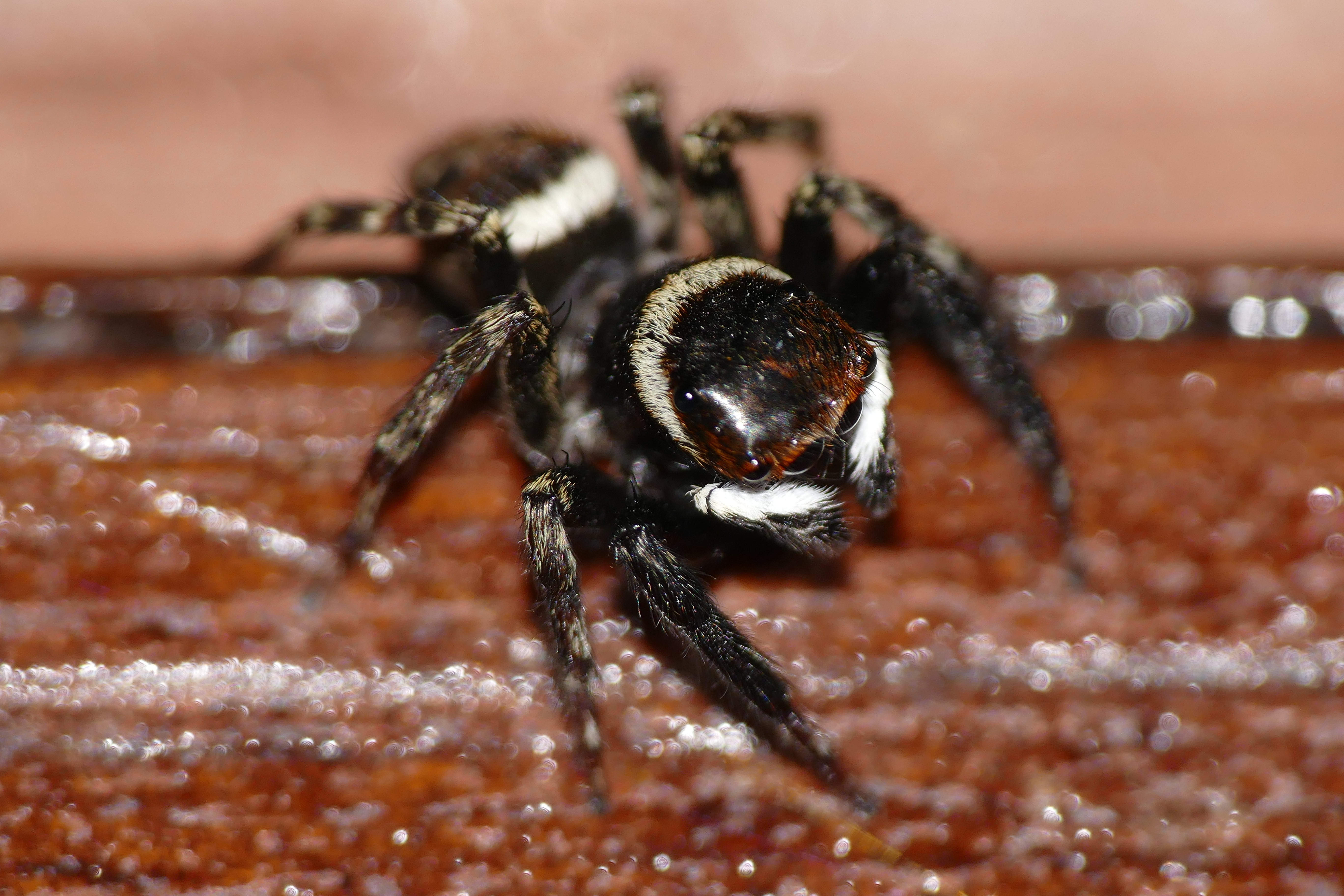
Hasarius adansoni ♂

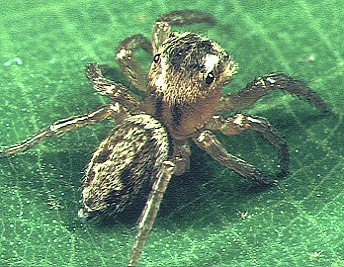
Hasarius adansoni ♀

## Systématique et taxinomie
Cette espèce a été décrite sous le protonyme Attus adansonii par Audouin en 1826. Elle est placée dans le genre Hasarius par l'arachnologiste français Eugène Simon en 1871.
Salticus citus, Eris niveipalpis et Plexippus ardelio ont été placées en synonymie par Thorell en 1887.
Attus tardigradus, Attus forskaeli , Attus capito, Salticus striatus et Attus nigrofuscus ont été placées en synonymie par Thorell en 1892.
Salticus ruficapillus et Salticus scabellatus ont été placées en synonymie par Simon en 1900.
Salticus oraniensis, Hasarius garetti et Ergane signata ont été placées en synonymie par Simon en 1903.
Sidusa borealis a été placée en synonymie par Kaston en 1948.
Jacobia brauni a été placée en synonymie par Clark et Benoit en 1977.
Euophrys nigriceps a été placée en synonymie par Galiano en 1979.
Cyrene fusca a été placée en synonymie par Galiano en 1981.
Cyrba picturata a été placée en synonymie par Wanless en 1984.
Evarcha longipalpis et Tachyskarthmos annamensis ont été placées en synonymie par Prószyński en 1984.
Vitia albipalpis a été placée en synonymie par Prószyński en 1990.
Jotus albocircumdatus a été placée en synonymie par Żabka en 1991.
Habrocestum chikhaldarensis a été placée en synonymie par Caleb en 2025.

## Étymologie
Cette espèce est nommée en l'honneur du naturaliste français Michel Adanson.

## Publication originale
- Audouin, 1826 : « Explication sommaire des planches d'arachnides de l'Égypte et de la Syrie publiées par J. C. Savigny, membre de l'Institut; offrant un exposé des caractères naturels des genres avec la distinction des espèces. » Description de l'Égypte, ou Recueil des observations et des recherches qui ont été faites en Égypte pendant l'expédition de l'armée française. Histoire Naturelle, tome 1, partie 4, p. 99-186.